# Bijeli Vir
Bijeli Vir falu Horvátországban, Dubrovnik-Neretva megyében. Közigazgatásilag Zažablje községhez tartozik.

## Fekvése
Makarskától légvonalban 60, közúton 82 km-re délkeletre, Pločétől légvonalban 19, közúton 31 km-re délkeletre, községközpontjától 5 km-re északnyugatra a hercegovinai határ mellett, a Mislina-patak partján fekszik. Határa a keleti részen hegyes, a nyugati részen sík, részben mocsaras.

## Története
A település területe már ősidők óta lakottak volt, melyet az itt található öt illír halomsír is bizonyít. Halomsírok találhatók a falu határához tartozó Bobovištén, Jajevicán és Veliki Humon. A római uralom idején az 1. században a község területén kisebb települések voltak. A horvátok ősei a 7. – 8. században foglalták el ezt a területet. Az ő középkori jelenlétükről néhány Bobovištén és a közeli településeken fennmaradt sírkő tanúskodik. A község területét már 1482 előtt elfoglalta a török és egészen 1694-ig török uralom alatt állt. A török uralom idején is folyamatosan éltek itt horvátok, melyet a közeli vidonjei Keresztelő Szent János templom 1616-ban, a dobranjei Kisboldogasszony templom 1617-ben  történt felépítése is bizonyít.
A török alóli felszabadítás után 1694-től két hullámban a szomszédos Hercegovinából érkezett horvát ajkú lakosság telepedett itt le. Az első hullám közvetlenül 1694 után, a második nagyobb hullám az ún. kis háború (1714-1718) idején érkezett. Ekkor alakultak ki a község mai települései, melyek 1720-ig a slivno ravnoi plébániához tartoztak. 1720-ban megalapították a vidonjei plébániát, majd 1769-ben ebből leválasztva Fabijan Blašković püspök létrehozta a dobranjei plébániát, melynek később Bijeli Vir is a része lett. A velencei uralomnak 1797-ben vége szakadt és osztrák csapatok vonultak be Dalmáciába. 1806-ban az osztrákokat legyőző franciák uralma alá került, de Napóleon lipcsei veresége után 1813-ban újra az osztrákoké lett. A településnek 1880-ban 136, 1910-ben 237 lakosa volt. 1918-ban az új szerb-horvát-szlovén állam, majd később Jugoszlávia része lett.
Már a 20. század elején megindult a hegyi települések lakosságának leköltözése a vizek, a művelhető területek és az utak közelébe. Ekkor alakult ki a nagyobb forrás mellett a mai Bijeli Vir és valamivel keletebbre egy kisebb forrásnál a kisebb Plavi Vir település. A második világháború idején a Független Horvát Állam része volt. A háború után a szocialista Jugoszlávia része lett. A település fejlődése különösen a háború után volt intenzív, amikor a hegyi falvak kiürültek és lakosságuk egy része itt telepedett le. Mivel a plébánia súlypontja is ide helyeződött át szükségesnek látták egy új plébániatemplom felépítését is a településen, mely 1975-ben készült el. A plébánia neve ettől kezdve dobranje-bijeli viri plébánia lett. 1992-ben megalakult Zažablje, az ország egyik legfiatalabb községe, melynek Bijeli Vir is a része lett. A településnek 2011-ben 292 lakosa volt.

## Népesség
| Lakosság változása | Lakosság változása | Lakosság változása | Lakosság változása | Lakosság változása | Lakosság változása | Lakosság változása | Lakosság változása | Lakosság változása | Lakosság változása | Lakosság változása | Lakosság változása | Lakosság változása | Lakosság változása | Lakosság változása | Lakosság változása |
| ------------------ | ------------------ | ------------------ | ------------------ | ------------------ | ------------------ | ------------------ | ------------------ | ------------------ | ------------------ | ------------------ | ------------------ | ------------------ | ------------------ | ------------------ | ------------------ |
| 1857               | 1869               | 1880               | 1890               | 1900               | 1910               | 1921               | 1931               | 1948               | 1953               | 1961               | 1971               | 1981               | 1991               | 2001               | 2011               |
| 0                  | 0                  | 136                | 165                | 172                | 237                | 0                  | 0                  | 318                | 431                | 433                | 447                | 414                | 385                | 327                | 292                |

(1880-ban és 1890-ben településrészként. 1857-ben, 1869-ben, 1921-ben és 1931-ben lakosságát Dobranjéhez számították.)

## Nevezetességei
- A Lourdes-i Szűzanya plébániatemplom 1975-ben épült. Modern betonépület, melyet a római építész Eugenija Hamzić tervezett. Hosszúsága 16, szélessége a bejáratnál 8,80 méter. A templom mellé később két emelet magasságú, piramisban végződő  beton harangtornyot építettek. Helyén régen is egy Lourdes-i Szűzanya kápolna állt, róla kapta mai titulusát. A templomban a Lourdes-i Szűzanya, Szent Péter és Szent Antal szobrai láthatók. A templom melletti Lourdes-i barlangot 1986-ban építették. A benne álló Szűzanya szobor  a spliti Dušan Stanojević mester 1969-ben készült alkotása.
- Az új temetőben álló Jézus szíve kápolna 1983-ban épült. Egyszerű betonépület kis négyszögletes apszissal. A harangtorony és az ajtó kőkerete a lebontott Lourdes-i Szűz anya kápolnából származik. A Jézus szíve oltárkép 1971-ből való.
- Illír halomsírok találhatók a falu határához tartozó Bobovištén, Jajevicán és Veliki Humon.

## Gazdaság
A gazdasági élet alapja a mezőgazdaság, de a falu területének ma is csak kisebb része művelhető terület. A II. világháborút követően végzett vízrendezési munkák folyamán a mocsártól újabb területeket hódítottak el és vettek művelés alá. A turizmus vonatkozásában a falusi turizmus fejlesztésére jelentheti a kitörési lehetőséget.

## Oktatás
A metkovići Stjepan Radić alapiskolának Bijeli Viren kihelyezett négyosztályos alsó tagozata működik. A bijeli viri iskola 1968-ban épült. Az iskolaépületet a délszláv háború idején honvédelmi célokra vették igénybe, a tanítás ez idő alatt a faluházban folyt. A háború után, majd 2002-ben  az épületet felújították. Ma két tanterem, tanári szoba, iroda, könyvtár található benne. Az iskola mellett sportpálya és játszótér található. Az iskolának tanítója, angoltanára, hitoktatója van.